# Rokole

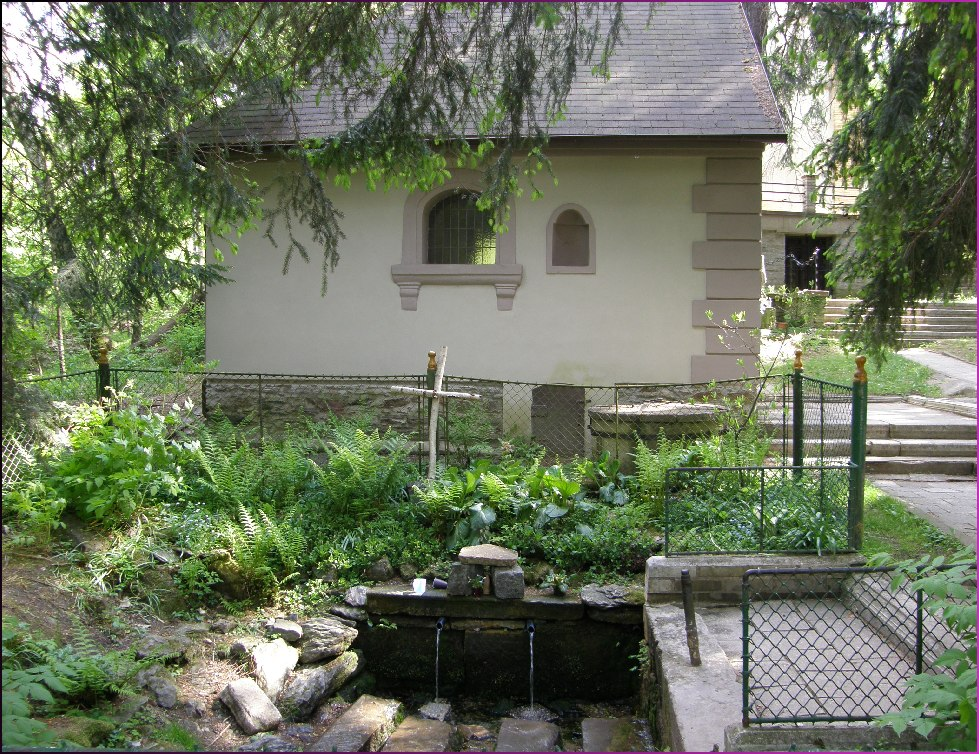
Kaplica nad źródłem

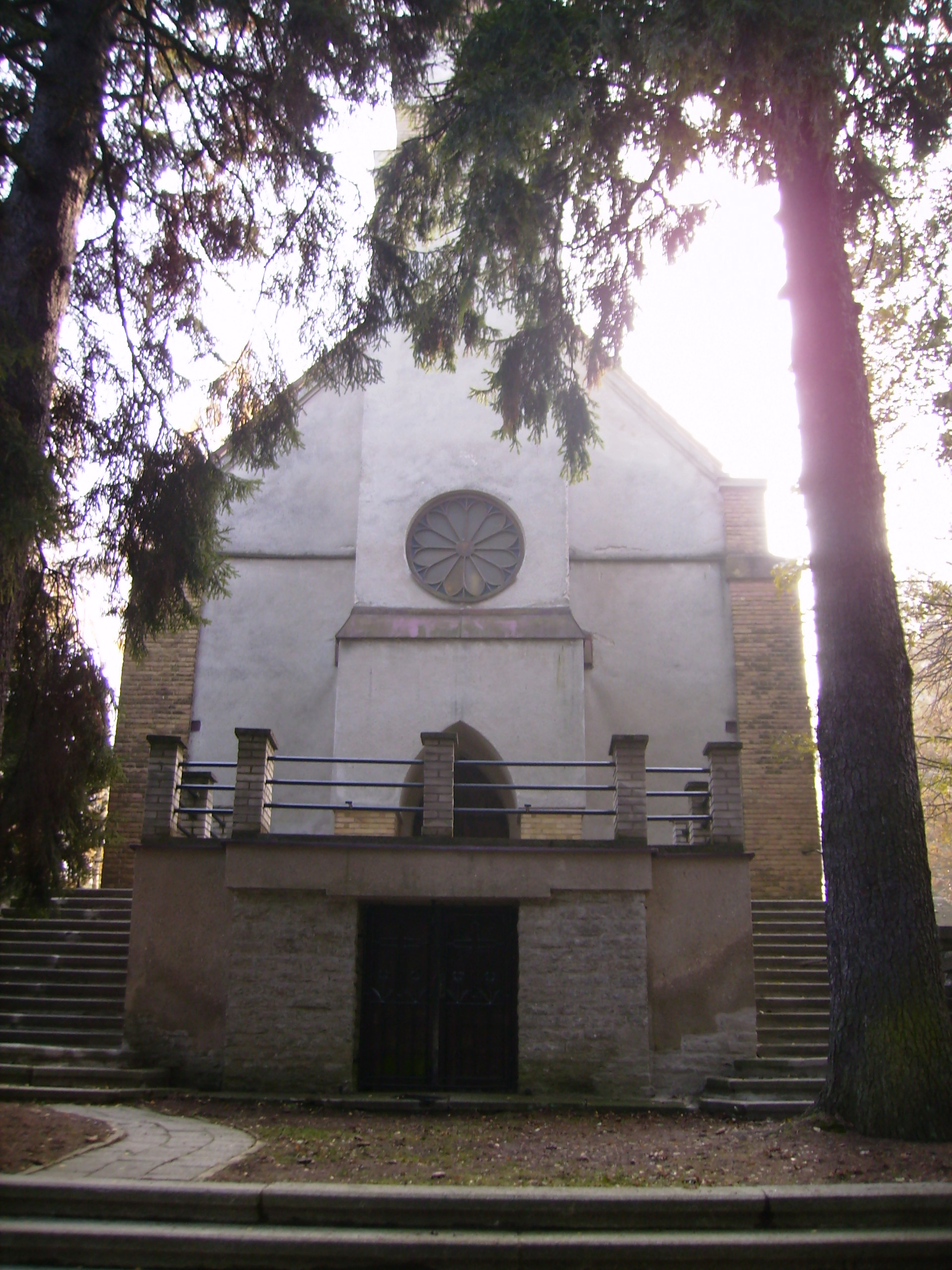
Kościół

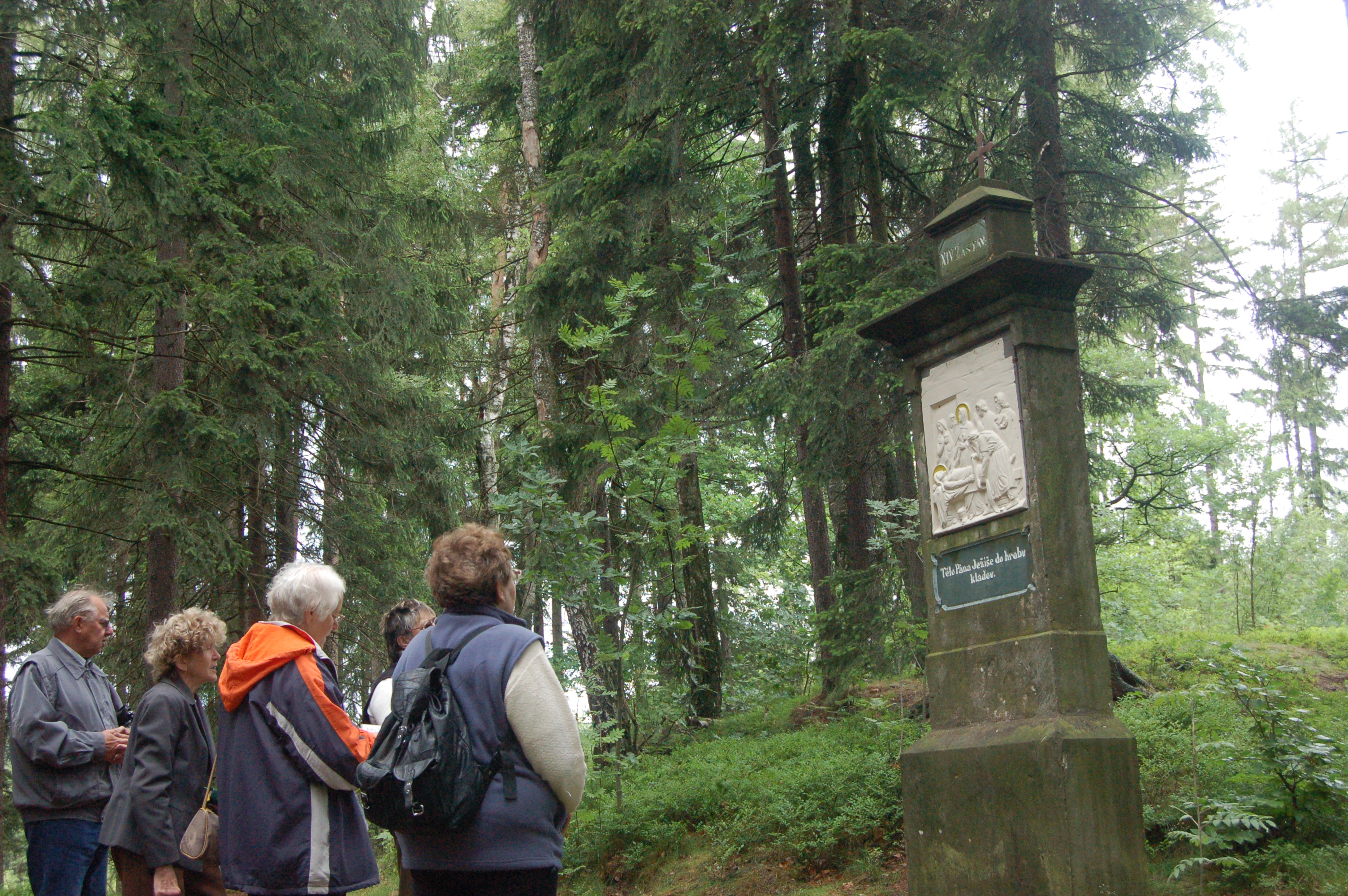
Droga krzyżowa

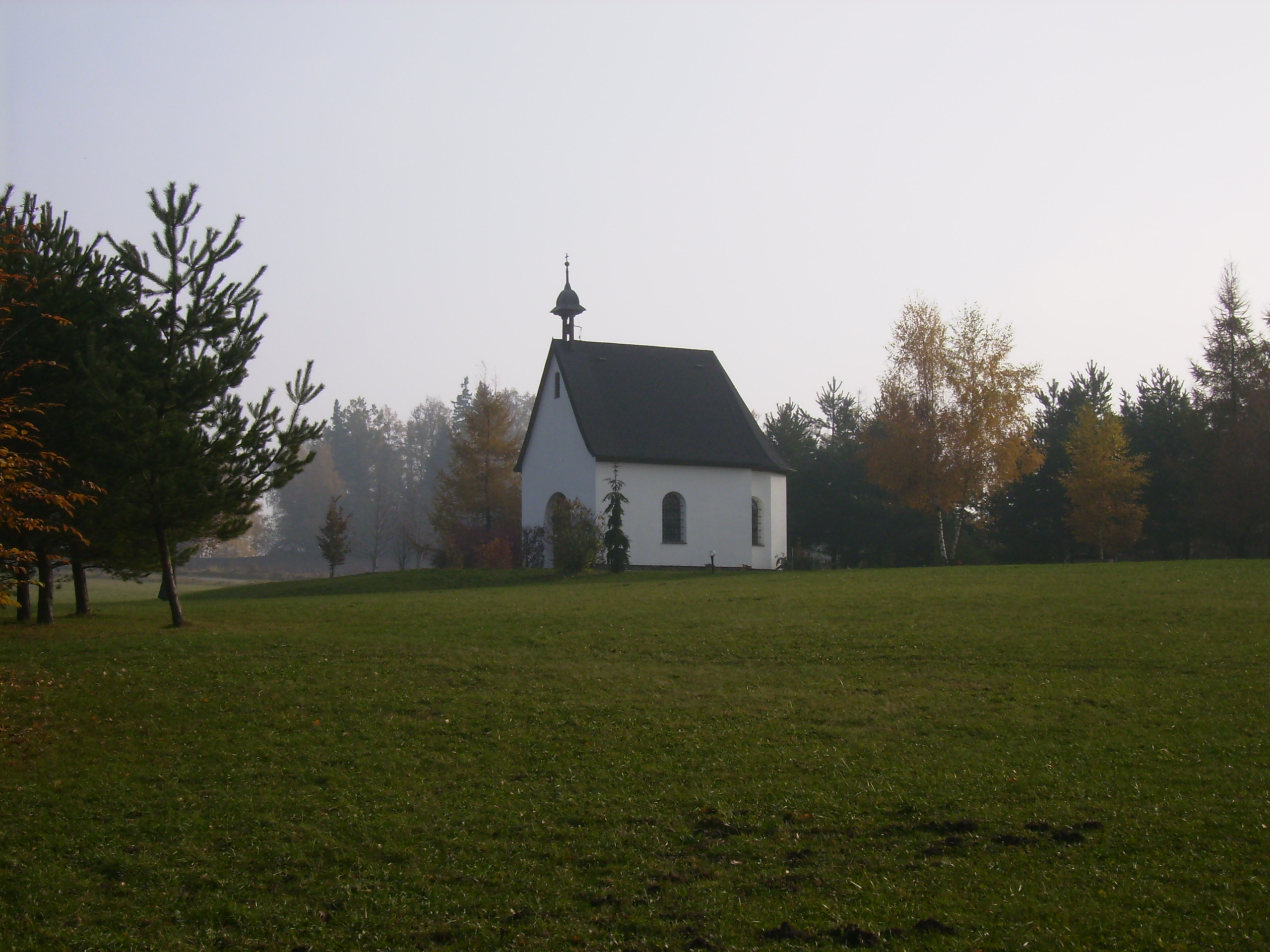
Kaplica szensztacka

Rokole – miejsce pielgrzymkowe w Czechach, w kraju hradeckim, około 9 kilometrów na południowy wschód od Nachodu, w dolinie rzeki Olešenki, w Górach Orlickich.

## Geneza
W lokalnym wąwozie znajduje się źródło, które od dawna było znane miejscowym. Z wąwozem związana jest opowieść o małej dziewczynce, która zgubiwszy się w nim poprosiła o pomoc Matkę Bożą, modląc się i śpiewając pieśni maryjne. Matka Boża poprowadziła ją wówczas za rękę i wywiodła z lasu. W miejscu zdarzenia wytrysnęło źródło, z którego woda miała uzdrowić ślepego syna miejscowego leśnika. Miejsce pielgrzymkowe było już licznie nawiedzane około 1884. W 1895 postawiono tu gościniec dla pielgrzymów.

## Zespół pielgrzymkowy
Na zespół pielgrzymkowy składają się:

### Kaplica ze źródłem
Początkowo nad źródłem wisiał obrazek religijny z wizerunkiem Matki Bożej. Potem wystawiono tu kaplicę z drewna, a następnie murowaną w 1859.

### Kościół
Kościół Matki Bożej Rokolskiej wzniesiono w stylu neogotyckim w 1930. Jego fundatorem był kupiec Ferdinand Přibyl z Nowego Miasta nad Metują. Poświęcono go 19 sierpnia 1945. W prezbiterium znajduje się rzeźba Matki Bożej, którą stworzył rzeźbiarz Josef Marek według obrazku maryjnego z kaplicy nad źródłem.

### Loreta
Na prawo od frontonu kościoła stoi drewniana kaplica nazywana przez pielgrzymów Loretą, mimo że nie ma nic wspólnego z kaplicą loretańską. Jest to rodzaj drewnianej galerii, otwartej od przodu, w której zawieszone jest siedem obrazów związanych z bolesnymi tajemnicami maryjnymi.

### Droga krzyżowa
Droga krzyżowa powstała w 1874 i ma formę kamiennych steli z płaskorzeźbionymi stacjami.

### Kaplica Szensztacka
Kaplica ta została wystawiona 19 lipca 1997, po upadku komunizmu. Stanowi kopię oryginału z Schönstatt (Ruch Szensztacki). Jest 143. kaplicą szensztacką na świecie. Pod ołtarzem ułożony jest kamień węgielny, poświęcony przez papieża Jana Pawła II w Rzymie. W 2000 otwarto w pobliżu dom, w którym żyje około dwadzieścia sióstr zakonnych, w większości starszych i chorych.

### Droga małżonków
Ścieżka prowadząca brzegiem niewielkiego stawu rybnego ku cmentarzowi, z piętnastoma tablicami, na których umieszczono obrazy i teksty dotyczące prawidłowego funkcjonowania małżeństw.

## Turystyka
Do miejsca pielgrzymkowego prowadzi  zielony szlak pieszy z Tisu do Nowego Hrádku.